# Hermann Paul Müller
Hermann Paul Müller, nemški dirkač, * 2. november 1909, Bielefeld, Nemčija, † 30. december 1975, Ingolstadt, Nemčija.
Hermann Paul Müller se je rodil 2. novembra 1909 v nemškem mestu Bielefeld. V sezoni 1939 je kot dirkač moštva Auto Union z zmago na dirki za Veliki nagradi Francije, drugim mestom na dirki za Veliki nagradi Nemčije in četrtim mestom na dirki za Veliki nagradi Švice zasedal prvo mesto na v dirkaškem prvenstvu Evropskega avtomobilističnega prvenstva, ko je zaradi izbruha druge svetovne vojne zadnja dirka prvenstva odpadla, AIACR pa prvaka ni razglasila. Predsednik najvišje nemške motošportne organizacije, ki sicer ni bila pristojna za to mednarodno prvenstvo, pa je kljub drugem mestu na dirkaški lestvici naslov prvaka podelila dirkaču Mercedes-Benza Hermannu Langu. Med sezonama 1952 in 1955 je sodeloval v motociklističnem prvenstvu, nastopil je na štirinajstih dirkah, dosegel eno zmago in sedem uvrstitev na stopničke, ter naslov prvaka v razredu do 250 cm³ v sezoni 1955. Za tem se je upokojil kot dirkač. Umrl je leta 1975.